# Jack Crowley
Jack Crowley (Innishannon, 13 gennaio 2000) è un rugbista a 15 irlandese, che gioca come mediano di apertura nel Munster.

## Biografia
Crowley mosse i primi passi in un campo da rugby nel settore giovanile del Bandon R.F.C.. Continuò la sua formazione rugbistica nelle squadre della Bandon Grammar School. Terminati gli studi liceali, si unì al Cork Constitution, club con cui disputò la stagione 2019-2020 dell'All-Ireland League. Nel 2020 entrò a far parte dell'accademia del Munster, franchigia con cui fece il suo debutto professionistico nella partita di Pro14 2020-2021 contro l'Ulster del gennaio 2021. L'annata seguente esordì anche nelle coppe europee, giocando contro Castres durante la fase a gironi dell'European Rugby Champions Cup 2021-2022. Vinse il suo primo titolo con il club irlandese aggiudicandosi lo United Rugby Championship 2022-2023.
A livello internazionale, Crowley disputò l'edizione 2020 del Sei Nazioni Under-20 con la selezione irlandese di categoria. Dopo aver avuto brevi esperienze con la nazionale di rugby a 7 e con la nazionale A, fu chiamato per la prima volta nell'Irlanda in occasione dei test-match dell'autunno 2022. Nel corso di quest'ultimi fece il suo debutto internazionale nell'incontro con Figi, segnando quattro punti frutto di due trasformazioni, e scese in campo anche nella partita seguente contro l'Australia. Successivamente, giocò contro l'Italia nel Sei Nazioni 2023, torneo poi vinto dalla selezione irlandese conseguendo il Grande Slam.

## Palmarès
- United Rugby Championship: 1
Munster: 2022-23